# Kihei Tomioka
Kihei Tomioka (富岡喜平, Tomioka Kihei, Hachinohe, 6 de janeiro de 1932 — 14 de agosto de 2007) foi um ciclista olímpico japonês. Tomioka representou seu país em cinco eventos durante os Jogos Olímpicos de Verão de 1952, em Helsinque.